# آذرفرنبغ فرخزادان
آذرفَرْنْبَغِ فرخزادان موبد و دانشمندی زرتشتی و نویسنده کتاب ماتیکان گجستک ابالیش (رساله عبداللیث یا عبدالله ملعون) بود. برپایه آگاهی‌هایی که در این کتاب آمده وی به بغداد رفته و در دربار مأمون، خلیفهٔ عباسی، با زرتشتی به‌اسلام‌گرویده‌ای به گفتگو پرداخت و از این گفتگو پیروز بیرون آمد. آن زرتشتی که دین‌هرمزد نام داشته پس از مسلمان شدن نام خود را عبداللیث گذاشته بوده است.
آذرفرنبغ که در سالهای ۲۱۸ تا ۱۹۸ زندگی می‌کرده به گرد آوری و تهیه و تدوین بزرگ‌ترین دانش‌نامه دین زرتشت به نام دین‌کرد پرداخت و تمدن ایرانی را دوباره زنده کرد.
در بخش‌های واپسین کتاب سوم دینکرد از اذیت و آزار بی‌اندازه ایرانیان بدست عرب‌ها سخن رفته است.
تبار آذرفرنبغ به آذرپاد مهراسپندان، موبد زمان شاپور دوم ساسانی، می‌رسیده است.